# Карпов, Александр Алексеевич
Алекса́ндр Алексе́евич Ка́рпов (25 сентября 1920 — 1 декабря 1993) — советский военачальник, участник Великой Отечественной войны, Герой Советского Союза (2.8.1944).

## Биография
Родился 25 сентября 1920 года в селе Кремлёво в семье крестьянина. Русский. Окончил семь классов и школу ФЗУ. Работал техником-прибористом на Сталиногорском химкомбинате.
В 1939 году призван Сталиногорским районным военкоматом в ряды Красной Армии. В 1941 году окончил Таганрогскую военную авиационную школу пилотов.
В годы Великой Отечественной войны
В боях Великой Отечественной войны с августа 1942 года. Член ВКП(б)/КПСС с 1942 года.
Осенью 1942 года на аэродроме в Астрахани, куда забросила судьба сержанта А. А. Карпова, был сформирован 806-й штурмовой авиационный полк. В 1942 году лётчик принял участие в боях на подступах к Сталинграду. Совершил под Сталинградом более 40 боевых вылетов.
22 июля 1943 года принял участие в налётах на аэродром Кутейниково. Налёт был проведен силами всего полка. По данным аэроразведки, на аэродроме было уничтожено 50 самолётов противника. Свои потери составили 5 машин. Позднее А. А. Карпов сражался на реке Молочной, освобождал Мелитополь, сражался на Никопольском плацдарме. В конце 1943 года назначен на должность командира эскадрильи.
В 1944 году А. А. Карпов участвовал в освобождении Крыма. Провёл несколько штурмовок неприятельских позиций на Сапун-горе. Старший лейтенант А. А. Карпов к апрелю 1944 года совершил 114 боевых вылетов на разведку и штурмовку оборонительных рубежей, скоплений войск противника. Уничтожил и повредил 32 танка, около 90 автомашин с войсками и грузом, 5 самолётов, подавил огонь 19 батарей полевой и зенитной артиллерии.
Указом Президиума Верховного Совета СССР от 2 августа 1944 года «за мужество и героизм, проявленные в воздушных боях с немецко-фашистскими захватчиками», старшему лейтенанту А. А. Карпову присвоено звание Героя Советского Союза с вручением ордена Ленина и медали «Золотая Звезда» (№ 4170).
С осени 1944 года А. А. Карпов сражался в Прибалтике — под Таллином, Клайпедой, Ригой. В один из дней в районе разъезда между Мемелем и Шяуляем прорвались до 60 танков противника, начавших энергично теснить наши войска. А. А. Карпову была поставлена задача во что бы то ни стало сорвать эту контратаку противника.
Подготовлено было 18 самолётов Ил-2. Зарядка: девять самолётов с «ПТАБ» и девять самолётов по 6 штук «ФАБ-50». Полёт был сложным: солнце било в глаза, а однотипность местности с массой озёр затрудняли ориентировку. Противник вклинился в нашу оборону, и поэтому уточнение линии фронта производили только по знакам, которые выкладывали наземные войска.
К району цели пришли тремя шестёрками. Километров за восемь до неё А. А. Карпов связался с наземной радиостанцией и уточнил обстановку. Начинало темнеть, и очень хорошо были видны вспышки артиллерийских снарядов. Первое, что он обнаружил в данном ему квадрате, — это до 60 копен или кустов, расположенных в шахматном порядке. К каждому такому кусту шли следы и здесь же исчезали. Километра за три до них А. А. Карпов обнаружил падение артиллерийских снарядов около этих кустов, из которых были видны вспышки. Лётчик пришёл к выводу, что это танки.
А. А. Карпов довернул к цели, дал команду «к атаке», и шестёрки попарно перестроились в «пеленг». Высота была 800 метров. С этой высоты ввели в пикирование и начали обстреливать из пушек и пулемётов. На высоте 400 метров начали сбрасывать бомбы. Прицеливаясь, как по площади. Атака была с ходу с небольшим доворотом, потом разворот вправо на 150 градусов, и опять атака.
В первый заход сбросили все «ФАБ-50», во втором заходе обсыпали танки «ПТАБ», после чего снизились до бреющего полёта и проштурмовали пехоту противника, находящуюся на танках и транспортёрах. Один самолёт из каждой шестёрки был с фотоаппаратом, который фотографировал результаты штурма, после чего А. А. Карпов, собрав группу, встал на обратный курс. Один внешний самолёт увеличил на развороте крен до 70 градусов, сорвался в штопор и разбился. Остальные самолёты быстро пристроились и благополучно вернулись на свой аэродром.
Командиру дивизии А. А. Карпов доложил, что создали до 12 очагов пожара. Когда проявили фотоплёнку, то действительно оказалось, что двенадцать танков горели. Группа А. А. Карпова ходила без прикрытия, и над целью истребителей противника не было. Противодействие с земли было слабым. Контратака противника была сорвана.
В послевоенные годы
После окончания Великой Отечественной войны продолжал службу в Военно-воздушных силах СССР. В 1951 году окончил Военно-воздушную академию. В 1965 году ему присуждена ученая степень кандидата исторических наук. Работал доцентом кафедры тактики ВВС и общевойсковых дисциплин Киевского высшего военного авиационного инженерного училища.
С 1981 года генерал-майор авиации А. А. Карпов в запасе. Жил в Киеве. Умер 1 декабря 1993 года. Похоронен в Киеве на Городском кладбище «Берковцы».

## Награды и звания
- Медаль «Золотая Звезда» № 4170 Героя Советского Союза (2 августа 1944);
- орден Ленина (2 августа 1944);
- три ордена Красного Знамени;
- орден Александра Невского;
- орден Отечественной войны I степени;
- орден Отечественной войны II степени;
- орден Красной Звезды;
- орден «За службу Родине в Вооружённых Силах СССР» III степени;
- медали.

## Сочинения
- Выходим на цель. — Киев, 1972.
- В небе Украины. — Киев, 1980.